# Tygtigern Lukas äventyr (TV-serie)
Tygtigern Lukas äventyr är en finländsk animerad tv-serie från 1985 och är baserad på en bok av Christina Andersson. 
```
Tygtigern Lukas äventyr har visats i SVT tre gånger 1986, 1990 samt 1995.
[
2
]
```

Nils Brandt var berättarröst. 
Animation: Bettina Hongell 
```
Musik: Tom Salomonsen
```

## Avsnitt
1. Lukas flyttar
2. Överfallet
3. Ärternas triumf
4. Nattassningar
5. Vakna nattfåglar
6. Helmer
7. Sarato i badet

## Fotnoter
1. ↑  http://elakoonkuvat.blogspot.se/2010/05/leikkitiikeri-luukas.html
2. ↑  http://smdb.kb.se/catalog/search?q=Tygtigern+Lukas+%C3%A4ventyr+typ%3Atv&sort=OLDEST